# María Elena de Cañizales
María Elena Tejera de Cañizales (25 de noviembre de 1942-5 de junio de 2023) fue una ingeniera y política  venezolana. Fue la primera alcaldesa electa por voto directo de Maturín, capital del estado Monagas, al igual que la primera mujer electa al cargo. Representó al partido Acción Democrática.

## Carrera
Egresada de Ingeniería por la Universidad de Los Andes en Mérida (Venezuela). Ocupó los puestos de directora de Obras Públicas Estatal y secretaria general de la Gobernación del Estado Monagas.
Fue elegida alcaldesa por voto directo, para el período 1989-1992.

## Fallecimiento
Murió el 5 de junio de 2023 en Madrid (España), tras ser operada por problemas de salud.

## Vida personal
Estaba casada con Tulio Cañizales, tuvo tres hijos Darío, María Elena y Tania, además de sus hijos políticos, Antonio, Rubén y Patricia.